# Vreneli Stadelmaier
Verena Maria Johanna (Vréneli) Stadelmaier (Nijmegen, 2 augustus 1962) is een Nederlands feministe, auteur en loopbaancoach.

## Leven en werk
Stadelmaier studeerde economie en bedrijfskunde aan de Rijksuniversiteit Groningen en volgde coachopleidingen aan de Academie voor Psychotherapie en in Zijnsoriëntatie. Als bedrijfseconoom werkte zij onder meer bij Wolters Kluwer, Nationale-Nederlanden en de thuiszorg. In de periode 2010-2013 was zij vaste co-host in het programma Zaken doen met bij BNR Nieuwsradio. In 2007 startte Stadelmaier een coachingsbureau. In 2014 schreef zij F*ck die Onzekerheid, over het oplichterssyndroom bij vrouwen.
In 2015 won Stadelmaier de Joke Smit-prijs vanwege haar inspanningen op de thema's 'meer vrouwen aan de top', 'economische zelfstandigheid van vrouwen' en 'gelijkheid van mannen en vrouwen'.